# Khagendra Thapa Magar
Khagendra Thapa Magar (n. 4 octombrie 1992, Baglung District⁠(d), Western Development Region⁠(d), Nepal – d. 17 ianuarie 2020, Pokhara, Gandaki Province⁠(d), Nepal), fiul lui Rup Bahadur și a lui Dhana Maya Thapa Magar, a fost cel mai scund om din lume, având 0,56 m (1 ft 10 in). Magar a preluat titlul de cel mai scund om din lume de la Edward Nino Hernandez când a împlinit 18 ani pe 4 octombrie 2010. Pe 26 februarie 2012, nepalezul Chandra Bahadur Dangi (n. 30 noiembrie 1939, Nepal - d. 3 septembrie 2015, Samoa), care avea o înălțime de 54,6 cm, a primit titlul de Cel mai scund om din lume, din partea Organizației Cartea Recordurilor Guinness.

## Biografie
Născut pe 19 Asoj 2049 conform calendarului nepalez sau 4 octombrie 1992, Magar este din Districtul Baglung, Nepal și era numit „micul Buddha” de către săteni. La naștere a cântărit numai 600 de grame, acum cântărind 5,5 kilograme.
În mai 2008, Magar a apărut într-un documentar numit „The World's Smallest Man and Me”, difuzat pe canalul britanic Channel 4, găzduit de Mark Dolan.